# حوض الاحتجاز

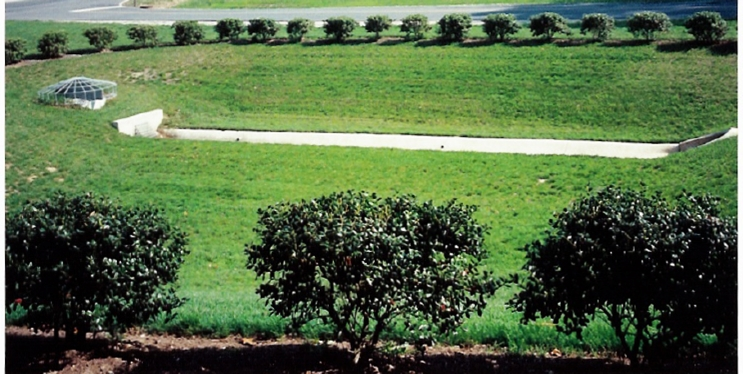
حوض الاحتجاز

حوض الاحتجاز (بالإنجليزية: Detention basin)‏، منطقة محاطة بحواجز، أو منطقة منخفضة تم حفرها، مصممة لتجميع مياه الأمطار والاحتفاظ بها لمدة طويلة بما فيه الكفاية للسماح بتصفية وترسب المواد الصلبة والحد من إمكانية الفيضان المحلي في سافلة الموقع.